# Vlasnjača
Vlasnjača (vlas djevičji, lat. Poa), biljni rod iz porodice trava, koji je porodici Poaceae dao svoje ime. Postoji oko 570 vrsta (575 po Kew-u). U Hrvatskoj raste 20–tak vrsta vlasnjača, među kojima: planinska vlasnjača (P. alpina) u planinskim predjelima, močvarna vlasnjača (P. palustris) po močvarama, lukovičasta vlasnjača u primorju (P. bulbosa), jednogodišnja vlasnjača (Poa annua) i druge (imena su im u popisu uz njihova latinska imena).
Vlasnjača naraste od 5 cm pa do 150 cm, na čijem se vrhu nalazi metličast cvat s mnogobrojnim klasićima s 2 do 10 dvospolnih cvjetova, vrlo rijetko jedan.
Ime rodu dao jed Linnaeus, a dolazi od grčke riječi poa, “trava”, “zeljasta biljka”.

## Vrste
1. Poa abbreviata R.Br.
2. Poa acicularifolia Buchanan
3. Poa acinaciphylla É.Desv.
4. Poa acroleuca Steud.
5. Poa adusta J.Presl
6. Poa aequalis (Swallen & Tovar) Refulio
7. Poa aequatoriensis Hack.
8. Poa aequigluma Tovar
9. Poa affinis R.Br.
10. Poa afghanica Bor
11. Poa aitchisonii Boiss.
12. Poa ajanensis Prob.
13. Poa akmanii Soreng, P.Hein & H.Scholz
14. Poa alberti Regel
15. Poa albescens Hitchc.
16. Poa almasovii Golub
17. Poa alopecurus (Gaudich. ex Mirb.) Kunth
18. Poa alpigena Lindm.
19. Poa alpina L.
20. Poa alsodes A.Gray
21. Poa alta Hitchc.
22. Poa amplexicaulis C.M.Weiller & Stajsic
23. Poa amplivaginata (Tovar) Refulio
24. Poa anae Tovar
25. Poa anceps G.Forst.
26. Poa androgyna Hack.
27. Poa angustifolia L., uskolisna vlasnjača
28. Poa ankaratrensis A.Camus & H.Perrier
29. Poa annua L.
30. Poa antipoda Petrie
31. Poa apiculata Refulio
32. Poa arachnifera Torr.
33. Poa araratica Trautv.
34. Poa arctica R.Br.
35. Poa arechavaletae Parodi
36. Poa arida Vasey
37. Poa arnowiae Soreng
38. Poa arzhanensis Nosov
39. Poa asirensis Cope
40. Poa asperifolia Bor
41. Poa astonii Petrie
42. Poa atropidiformis Hack.
43. Poa atropurpurea Scribn.
44. Poa attenuata Trin.
45. Poa aucklandica Petrie
46. Poa auriculata Soreng & P.M.Peterson
47. Poa aurigae Veldkamp
48. Poa austro-uralensis Tzvelev
49. Poa ×austrohercynica Wein
50. Poa autumnalis Muhl. ex Elliott
51. Poa ayacuchensis Tovar
52. Poa ayseniensis Hack.
53. Poa babiogorensis Bernátová & Májovský & Obuch
54. Poa bactriana Roshev.
55. Poa badensis Haenke ex Willd., badenska vlasnjača
56. Poa bajaensis Soreng
57. Poa balbisii Parl.
58. Poa bergii Hieron.
59. Poa beringiana Prob.
60. Poa bigelovii Vasey ex Scribn.
61. Poa binata Nees
62. Poa binodis Keng f. ex L.Liu
63. Poa bolanderi Vasey
64. Poa boliviana Refulio
65. Poa bomiensis C.Ling
66. Poa bonariensis (Lam.) Kunth
67. Poa borbonica Poir.
68. Poa boreorossica Tzvelev
69. Poa borneensis Jansen
70. Poa boxiana Luces
71. Poa bradei Pilg.
72. Poa breviglumis Hook.f.
73. Poa brevis Hitchc.
74. Poa bromoides Vahl
75. Poa buchananii Zotov
76. Poa bucharica Roshev.
77. Poa bulbosa L.,  lukovičasta vlasnjača
78. Poa burmanica Bor
79. Poa bussmannii H.Scholz
80. Poa cabreriana Anton & Ariza
81. Poa calchaquiensis Hack.
82. Poa calliopsis Litv. ex Ovcz.
83. Poa callosa Stapf
84. Poa calycina (J.Presl) Kunth
85. Poa candamoana Pilg.
86. Poa carazensis Pilg.
87. Poa carpatica (V.Jirásek) Chopik
88. Poa caucasica Trin.
89. Poa celebica Veldkamp
90. Poa celsa Edgar
91. Poa cenisia All., ceniška vlasnjača
92. Poa chaixii Vill., sudetska vlasnjača
93. Poa chamaeclinos Pilg.
94. Poa chambersii Soreng
95. Poa chapmaniana Scribn.
96. Poa chathamica Petrie
97. Poa cheelii Vickery
98. Poa chirripoensis R.W.Pohl
99. Poa chokensis S.M.Phillips
100. Poa cita Edgar
101. Poa clavigera Veldkamp
102. Poa clelandii Vickery
103. Poa clivicola Vickery
104. Poa ×coarctata Haller f. ex Gaudin
105. Poa cockayneana Petrie
106. Poa colensoi Hook.f.
107. Poa ×complanata Schur
108. Poa compressa L., stegnuta vlasnjača
109. Poa confinis Vasey
110. Poa congesta Refulio
111. Poa cookii (Hook.f.) Hook.f.
112. Poa cooperi Noltie
113. Poa costiniana Vickery
114. Poa crassicaudex Vickery
115. Poa crassicaulis Pilg.
116. Poa crassinervis Honda
117. Poa cucullata Hack.
118. Poa cumingii Trin.
119. Poa curtifolia Scribn.
120. Poa cusickii Vasey
121. Poa cuspidata Nutt.
122. Poa cyrenaica E.A.Durand & Barratte
123. Poa czazhmensis Prob.
124. Poa damavandica Assadi & Kavousi
125. Poa darwiniana Parodi
126. Poa davisii Bor
127. Poa deminuta Refulio
128. Poa densa Troitsky
129. Poa denticulata Hack.
130. Poa dentigluma Tovar
131. Poa denudata Steud.
132. Poa diaboli Soreng & Keil
133. Poa ×digena Melderis
134. Poa dimorphantha Murb.
135. Poa dipsacea Petrie
136. Poa disjecta Ovcz.
137. Poa dissanthelioides Tovar
138. Poa diversifolia (Boiss. & Balansa) Hack. ex Boiss.
139. Poa dolichophylla Hack.
140. Poa dolosa Boiss. & Heldr.
141. Poa douglasii Nees
142. Poa dozyi Veldkamp
143. Poa drummondiana Nees
144. Poa dudkinii Prob.
145. Poa durifolia Giussani, Nicora & Roig
146. Poa dzongicola Noltie
147. Poa egorovae Tzvelev
148. Poa eleanorae Bor
149. Poa ensiformis Vickery
150. Poa epileuca (Stapf) Stapf
151. Poa erectifolia Hitchc.
152. Poa exigua Hook.f.
153. Poa faberi Rendle
154. Poa falconeri Hook.f.
155. Poa fauriei Hack.
156. Poa fawcettiae Vickery
157. Poa fax J.H.Willis & Court
158. Poa fendleriana (Steud.) Vasey
159. Poa fernaldiana Nannf.
160. Poa ferreyrae Tovar
161. Poa fibrifera Pilg.
162. Poa ×figertii Gerhardt
163. Poa filiculmis Roshev.
164. Poa fischeri Prob.
165. Poa flabellata (Lam.) Raspail
166. Poa flaccidula Boiss. & Reut.
167. Poa flexuosa Sm.
168. Poa foliosa (Hook.f.) Hook.f.
169. Poa fordeana F.Muell.
170. Poa ×fossae-rusticorum Wein
171. Poa fragilis Ovcz.
172. Poa gamblei Bor
173. Poa gammieana Hook.f.
174. Poa ×gandogeri Fedde
175. Poa garhwalensis D.C.Nautiyal & R.D.Gaur
176. Poa gaspensis Fernald
177. Poa gayana É.Desv.
178. Poa gigantea (Tovar) Refulio
179. Poa gilgiana Pilg.
180. Poa glaberrima Tovar
181. Poa glauca Vahl, sinjezelena vlasnjača
182. Poa gnutikovii Prob.
183. Poa golestanensis H.Scholz & Akhani
184. Poa grandis Hand.-Mazz.
185. Poa granitica Braun-Blanq.
186. Poa greuteri Gabrieljan
187. Poa grisebachii R.E.Fr.
188. Poa gunnii Vickery
189. Poa gymnantha Pilg.
190. Poa hachadoensis Nicora
191. Poa hackelii Post
192. Poa hakusanensis Hack.
193. Poa halmaturina J.M.Black
194. Poa hartzii Gand.
195. Poa harveyi Chrtek
196. Poa hedbergii S.M.Phillips
197. Poa helenae Veldkamp
198. Poa helmsii Vickery
199. Poa hentyi Veldkamp
200. Poa ×herjedalica Harry Sm.
201. Poa hesperia Edgar
202. Poa hideaki-ohbae Rajbh.
203. Poa hiemata Vickery
204. Poa hieronymi Hack.
205. Poa himalayana Nees ex Steud.
206. Poa hirtiglumis Hook.f.
207. Poa hisauchii Honda
208. Poa hissarica Roshev.
209. Poa hitchcockiana Soreng & P.M.Peterson
210. Poa holciformis J.Presl
211. Poa homomalla Nees
212. Poa hookeri Vickery
213. Poa horridula Pilg.
214. Poa hothamensis Vickery
215. Poa howellii Vasey & Scribn.
216. Poa huancavelicae Tovar
217. Poa hubbardiana Parodi
218. Poa huecu Parodi
219. Poa humilis Ehrh. ex Hoffm.
220. Poa humillima Pilg.
221. Poa hybrida Gaudin, križana vlasnjača
222. Poa hylobates Bor
223. Poa hypsinephes Veldkamp
224. Poa ibarii Phil.
225. Poa iberica Fisch., C.A.Mey. & Avé-Lall.
226. Poa igoshinae Tzvelev
227. Poa imbecilla Biehler
228. Poa imperialis Bor
229. Poa inconspicua Veldkamp
230. Poa induta Vickery
231. Poa infirma Kunth, slaba vlasnjača
232. Poa interior Rydb.
233. Poa ×intricata Wein
234. Poa intrusa Edgar
235. Poa iridifolia Hauman
236. Poa irkutica Roshev.
237. Poa jansenii Veldkamp
238. Poa jaunsarensis Bor
239. Poa ×jemtlandica (Almq.) K.Richt.
240. Poa jeremiadis Veldkamp
241. Poa jubata A.Kern., grivasta vlasnjača
242. Poa jugicola D.I.Morris
243. Poa juncifolia Scribn.
244. Poa ×jurassica Chrtek & V.Jirásek
245. Poa kamczatensis Prob.
246. Poa keckii Soreng
247. Poa kelloggii Vasey
248. Poa kenteica N.R.Ivanov
249. Poa kerguelensis (Hook.f.) Steud.
250. Poa keysseri Pilg.
251. Poa khasiana Stapf
252. Poa khokhrjakovii Prob.
253. Poa kilimanjarica (Hedberg) Markgr.-Dann.
254. Poa kirkii Buchanan
255. Poa klokovii Tzvelev
256. Poa koelzii Bor
257. Poa koksuensis Golosk.
258. Poa kolymensis Tzvelev
259. Poa korshinskyi Tzvelev
260. Poa krasnoborovii Stepanov
261. Poa kronokensis Prob.
262. Poa krylovii Reverd.
263. Poa kuborensis Veldkamp
264. Poa kulikovii Tzvelev
265. Poa kurdistanica Chrtek & Hadac
266. Poa kurtzii R.E.Fr.
267. Poa kurynica Prob.
268. Poa labillardierei Steud.
269. Poa lachenensis Noltie
270. Poa laetevirens R.E.Fr.
271. Poa lamii Jansen
272. Poa lanata Scribn. & Merr.
273. Poa langtangensis Melderis
274. Poa languidior Hitchc.
275. Poa lanigera Nees
276. Poa lanuginosa Poir.
277. Poa lavrenkoi Kuczerov
278. Poa laxa Haenke
279. Poa laxiflora Buckley
280. Poa legionensis (Laínz) Fern.Casas & M.Laínz
281. Poa lehoueroui Dobignard & Portal
282. Poa leibergii Scribn.
283. Poa lepidula (Nees & Meyen) Soreng & L.J.Gillespie
284. Poa leptalea Veldkamp
285. Poa leptoclada Hochst. ex A.Rich.
286. Poa leptocoma Trin.
287. Poa lettermanii Vasey
288. Poa levitskyi Nosov
289. Poa lhasaensis Bor
290. Poa ligularis Nees ex Steud.
291. Poa ligulata Boiss.
292. Poa lilloi Hack.
293. Poa ×limosa Scribn. & T.A.Williams
294. Poa lindebergii Tzvelev
295. Poa lindsayi Hook.f.
296. Poa linearifolia Refulio
297. Poa lipskyi Roshev.
298. Poa litorosa Cheeseman
299. Poa longifolia Trin.
300. Poa longii Noltie
301. Poa longiramea Hitchc.
302. Poa lowanensis N.G.Walsh
303. Poa lunata Chase
304. Poa macrantha Vasey
305. Poa macroanthera D.F.Cui
306. Poa macrocalyx Trautv. & C.A.Mey.
307. Poa macusaniensis (E.H.L.Krause) Refulio
308. Poa madecassa A.Camus
309. Poa ×magadanensis Prob.
310. Poa magadanica Kuvaev
311. Poa maia Edgar
312. Poa mairei Hack.
313. Poa maniototo Petrie
314. Poa mannii Munro ex Hillebr.
315. Poa marcida Hitchc.
316. Poa margilicola Bernátová & Májovský
317. Poa markgrafii H.Hartmann
318. Poa maroccana Nannf.
319. Poa marshallii Tovar
320. Poa marticorenae Soreng, Giussani & Finot,  nom. nov.
321. Poa masenderana Freyn & Sint.
322. Poa matris-occidentalis P.M.Peterson & Soreng
323. Poa matsumurae Hack.
324. Poa matthewsii Petrie
325. Poa megalantha (Parodi) Herter
326. Poa meionectes Vickery
327. Poa menachensis Schweinf.
328. Poa mendocina Nicora & F.A.Roig
329. Poa minimiflora Stapf
330. Poa minor Gaudin,  mala vlasnjača
331. Poa moabitica Bor
332. Poa molineri Balb.
333. Poa mollis Vickery
334. Poa morrisii Vickery
335. Poa mucuchachensis Luces
336. Poa muktinathensis Rajbh.
337. Poa mulalensis Kunth
338. Poa mulleri Swallen
339. Poa multinodis Chase
340. Poa muricata Veldkamp
341. Poa mustangensis Rajbh.
342. Poa myriantha Hack.
343. Poa nankoensis Ohwi
344. Poa napensis Beetle
345. Poa navashinii Nosov
346. Poa ×nematophylla Rydb.
347. Poa nemoraliformis Roshev.
348. Poa nemoralis L., šumska vlasnjača
349. Poa neosachalinensis Prob.
350. Poa nepalensis (Wall. ex Griseb.) Duthie
351. Poa nervosa (Hook.) Vasey
352. Poa nitidespiculata Bor
353. Poa nivicola Ridl.
354. Poa ×nobilis Skalinska
355. Poa novae-zelandiae Hack.
356. Poa novarae Reichardt
357. Poa nubensis Giussani, Fern.Pepi & Morrone
358. Poa nubigena Keng f. ex L.Liu
359. Poa obvallata Steud.
360. Poa occidentalis (Vasey) Vasey
361. Poa olajensis Prob.
362. Poa orba N.G.Walsh
363. Poa orientalis Tzvelev
364. Poa orizabensis Hitchc.
365. Poa orthoclada N.G.Walsh
366. Poa paczoskii Tzvelev
367. Poa pagophila Bor
368. Poa palmeri Soreng & P.M.Peterson
369. Poa paludigena Fernald & Wiegand
370. Poa palustris L., močvarna vlasnjača
371. Poa pannonica A.Kern.
372. Poa paposana Phil.
373. Poa papuana Stapf
374. Poa paramoensis Laegaard
375. Poa parva Veldkamp
376. Poa parvifolia Refulio
377. Poa pattersonii Vasey
378. Poa pauciflora Roem. & Schult.
379. Poa paucispicula Scribn. & Merr.
380. Poa ×pawlowskii V.Jirásek
381. Poa pearsonii Reeder
382. Poa pedersenii Nicora
383. Poa pentapolitana H.Scholz
384. Poa perconcinna J.R.Edm.,  lijepa vlasnjača
385. Poa perennis Keng ex Keng f.
386. Poa perligulata Pilg.
387. Poa perrieri A.Camus
388. Poa petrophila Vickery
389. Poa pfisteri Soreng
390. Poa phillipsiana Vickery
391. Poa physoclina N.G.Walsh
392. Poa pilata Chase
393. Poa pilcomayensis Hack.
394. Poa pindariensis P.Agnihotri, Sangam Sharma & D.Prasad; sp. nov.
395. Poa pitardiana H.Scholz
396. Poa planifolia Kuntze
397. Poa platyantha Kom.
398. Poa plicata Hack.
399. Poa poiformis (Labill.) Druce
400. Poa polycolea Stapf
401. Poa polyneura Bor
402. Poa ×poppelwellii Petrie
403. Poa populetorum Prob.
404. Poa porphyroclados Nees
405. Poa pratensis L., livadna vlasnjača
406. Poa prichardii Rendle
407. Poa primae Tzvelev
408. Poa pringlei Scribn.
409. Poa probatovae Olonova & Chepinoga; sp. nov.
410. Poa pseudamoena Bor
411. Poa pseudoabbreviata Roshev.
412. Poa pseudoattenuata Prob.
413. Poa pseudobulbosa Bor
414. Poa pseudoschimperiana Chiov.
415. Poa pseudotibetica Noltie
416. Poa pulviniformis (Veldkamp) Veldkamp
417. Poa pumila Host, niska vlasnjača
418. Poa pumilio Hochst.
419. Poa pusilla Berggr.
420. Poa pygmaea Buchanan
421. Poa qinghaiensis Soreng & G.H.Zhu
422. Poa quadrata Veldkamp
423. Poa radula Franch. & Sav.
424. Poa raduliformis Prob.
425. Poa ragonesei Nicora
426. Poa rajbhandarii Noltie
427. Poa ramifera Soreng & P.M.Peterson
428. Poa ramoniana Soreng & Sylvester
429. Poa ramosissima Hook.f.
430. Poa rauhii (Swallen & Tovar) Refulio
431. Poa reclinata (Swallen) Soreng & P.M.Peterson
432. Poa reflexa Vasey & Scribn.
433. Poa rehmannii (Asch. & Graebn.) K.Richt.
434. Poa reitzii Swallen
435. Poa remota Forselles, razmaknuta vlasnjača
436. Poa resinulosa Nees ex Steud.
437. Poa rhadina Bor
438. Poa rhizomata Hitchc.
439. Poa rigidula Veldkamp
440. Poa rodwayi Vickery
441. Poa royleana Nees ex Steud.
442. Poa ruprechtii Peyr.
443. Poa ruwenzoriensis Robyns & Tournay
444. Poa ×sachalinensis (Koidz.) Honda
445. Poa saksonovii Tzvelev
446. Poa sallacustris N.G.Walsh
447. Poa saltuensis Fernald & Wiegand
448. Poa sanchez-vegae Soreng & P.M.Peterson
449. Poa sandvicensis (Reichardt) Hitchc.
450. Poa ×sanionis Asch. & Graebn.
451. Poa scaberula Hook.f.
452. Poa scabrivaginata Tovar
453. Poa schimperiana Hochst. ex A.Rich.
454. Poa schistacea Edgar & Connor
455. Poa schizantha Parodi
456. Poa schoenoides Phil.
457. Poa ×sclerocalamos Facchini ex Ambrosi
458. Poa secunda J.Presl
459. Poa sejuncta Bernátová & Májovský & Obuch
460. Poa seleri Pilg.
461. Poa sellovii Nees
462. Poa senex Edgar
463. Poa serpana Refulio
464. Poa setulosa Bor
465. Poa shumushuensis Ohwi
466. Poa sibirica Roshev.
467. Poa sichotensis Prob.
468. Poa sieberiana Spreng.
469. Poa sierrae J.T.Howell
470. Poa sikkimensis (Stapf) Bor
471. Poa simensis Hochst. ex A.Rich.
472. Poa sinaica Steud.
473. Poa sintenisii H.Lindb.
474. Poa siphonoglossa Hack.
475. Poa skvortzovii Prob.
476. Poa smirnowii Roshev.
477. Poa soderstromii Negritto & Anton
478. Poa sorengiana Olonova & Harsh Singh, sp. nov.
479. Poa spania Edgar & Molloy
480. Poa speluncarum J.R.Edm.
481. Poa sphondylodes Trin.
482. Poa spiciformis (Steud.) Hauman & Parodi
483. Poa spicigera Tovar
484. Poa stapfiana Bor
485. Poa stebbinsii Soreng
486. Poa stellaris Veldkamp
487. Poa stenantha Trin.
488. Poa sterilis M.Bieb.
489. Poa stewartiana Bor
490. Poa stiriaca Fritsch & Hayek
491. Poa strictiramea Hitchc.
492. Poa stuckertii (Hack.) Parodi
493. Poa suavis Veldkamp
494. Poa subinsignis Prob.
495. Poa sublanata Reverd.
496. Poa sublimis Edgar
497. Poa subspicata (J.Presl) Kunth
498. Poa subvestita (Hack.) Edgar
499. Poa sudicola Edgar
500. Poa sugawarae Ohwi
501. Poa suksdorfii (Beal) Piper
502. Poa sunbisinii Soreng & G.H.Zhu
503. Poa supina Schrad.
504. Poa swallenii Refulio
505. Poa sylvestris A.Gray
506. Poa szechuensis Rendle
507. Poa takasagomontana Ohwi
508. Poa talamancae R.W.Pohl
509. Poa tanfiljewii Roshev.
510. Poa tangii Hitchc.
511. Poa ×taurica H.N.Pojark.
512. Poa tayacajaensis Soreng & Sylvester
513. Poa telata Veldkamp
514. Poa tenera F.Muell. ex Hook.f.
515. Poa tenkensis Prob.
516. Poa tennantiana Petrie
517. Poa tenuicula Ohwi
518. Poa thessala Boiss. & Orph.
519. Poa thomasii Refulio
520. Poa tianschanica (Regel) Hack. ex O.Fedtsch.
521. Poa timoleontis Heldr. ex Boiss.
522. Poa tolmatchewii Roshev.
523. Poa tonsa Edgar
524. Poa tovarii Soreng
525. Poa trachyantha Hack.
526. Poa trachyphylla Pilg.
527. Poa tracyi Vasey
528. Poa trichophylla Boiss.
529. Poa tricolor Nees ex Steud.
530. Poa trinervis (Hack.) C.Monod ex P.Royen
531. Poa triodioides (Trin.) Zotov
532. Poa trivialiformis Kom.
533. Poa trivialis L., obična vlasnjača
534. Poa trollii (Pilg.) Refulio
535. Poa tuberifera Faurie ex Hack.
536. Poa tucumana Parodi
537. Poa tzvelevii Prob.
538. Poa ×tzyrenovae Prob.
539. Poa ullungdoensis I.C.Chung
540. Poa umbricola Vickery
541. Poa umbrosa Trin.
542. Poa unilateralis Scribn. ex Vasey
543. Poa unispiculata Davidse, Soreng & P.M.Peterson
544. Poa ursina Velen., srednja vlasnjača (sin. P. media)
545. Poa urssulensis Trin.
546. Poa urubambensis Sylvester & Soreng
547. Poa uruguayensis Parodi
548. Poa ussuriensis Roshev.
549. Poa uzonica Prob.
550. Poa vaginata Pamp.
551. Poa verae Prob.
552. Poa veresczaginii Tzvelev
553. Poa versicolor Besser
554. Poa vorobievii Prob.
555. Poa vvedenskyi Drobow
556. Poa wardiana Bor
557. Poa wendtii Soreng & P.M.Peterson
558. Poa wheeleri Vasey
559. Poa wilhelminae Veldkamp
560. Poa ×wippraensis Wein
561. Poa wisselii Jansen
562. Poa wolfii Scribn.
563. Poa xenica Edgar & Connor
564. Poa xingkaiensis Y.X.Ma
565. Poa yaganica Speg.
566. Poa yatsugatakensis Honda
567. Poa zhirmunskii Prob.
568. Poa zhongdianensis L.Liu